# Yasuko Uyama-Bouvard
Yasuko Uyama-Bouvard, née à Kyoto, est une pianiste et compositrice japonaise.

## Biographie
Originaire du Japon, Yasuko Uyama-Bouvard est diplômée de l'université des arts de Tokyo, ou elle se perfectionne en instruments historiques et approfondit sa pratique de l’orgue et de clavecin. La musicienne s'installe à Paris en 1976, sur les conseils du grand organiste français Pierre Cochereau. Elle suit l’enseignement des organistes Michel Chapuis et Édouard Souberbielle, puis de la musicienne Huguette Dreyfus pour son perfectionnement du clavecin. Plus tard, elle s'initie au piano-forte auprès de Jos Van Immerseel et intègre le Conservatoire National Supérieur de Musique de Paris. Aux côtés de l'organiste Francis Chapelet, directeur de l’Académie internationale d’orgue en Tierra de Campos, la musicienne découvre parallèlement les orgues d’Espagne. 
Son apprentissage musical est récompensé par deux premiers prix internationaux, le premier au clavecin lors du concours du Festival Estival de Paris en 1979, et le second à l'orgue lors du concours international de Tolède, en 1980. Elle joue d'un piano-forte réalisé par le facteur Christopher Clarke, une copie de Walter 1756,.

## Carrière musicale
Yasuko Uyama-Bouvard se produit en soliste ou accompagnée d’ensembles classiques tels que Les Passions, orchestre Baroque de Montauban, A Sei Voci, le Chœur des Éléments, l’Ensemble Clément-Janequin ou les Sacqueboutiers,. En 2006, la musicienne fonde sa propre formation classique Le Salon Viennois, dédié au répertoire pour piano-forte. Depuis 2015, elle est organiste titulaire de l’orgue français baroque de l’église Saint-Pierre des Chartreux de Toulouse.
En 2001, elle est l'auteure, compositrice et interprète de l'album Pièces pour orgue édité chez Musidisc. En 2015, associée à la violoniste française Stéphanie Paulet, la musicienne revisite les sonates de Wolfgang Amadeus Mozart. Afin de marquer leurs trente-cinq ans de mariage, Yasuko Uyama-Bouvard et son époux, l'organiste Michel Bouvard publient en 2016, l'album Folies françoises, un programme à deux clavecins et à l’orgue, autour des compositeurs phares de l’Ancien régime.
Yasuko Uyama-Bouvard est professeure de clavecin et de piano-forte au Conservatoire à rayonnement régional de Toulouse,.

## Discographie
- 1991 : Mozart : Pièces pour orgue - Sonates all'Epistola, Yasuko Uyama-Bouvard, Maria Lindal, Manfred Kramer, Lucia Swarts, Richard Myron, Adda
- 1999 : Œuvres vocales/fant orgue de Kunc, Bourdon, Yasuko Uyama-Bouvard, Solstice
- 2001 : Pièces pour orgue, Yasuko Uyama-Bouvard, Musidisc
- 2001 : Kirnberger : Sonates pour flûte traversière, Philippe Allain-Dupré, Yasuko Uyama-Bouvard, David Simpson, Arion
- 2002 : Gabrieli-Sacrae symphoniae, A Sei Voci, Les Sacqueboutiers de Toulouse, Yasuko Uyama-Bouvard, Universal Music Division Classics Jazz
- 2002 : Madrigaux No 8 et No 3, Sonate No 1 pour orgue - Chant pour chœur de femmes et percussion de Jean-Pierre Leguay avec Nicole Corti, Alain Huteau, Olivier Latry, Yasuko Uyama-Bouvard, Maitrise de Notre-Dame de Paris, 3D Classics
- 2006 : Hotteterre : Music For Flute, Vol. 1 - Première Livre de Pièces, Philippe Allain-Dupré, Jean-François Bougès, Vincent Dumestre, Philippe Pierlot, Yasuko Uyama-Bouvard, Naxos
- 2006 : Hotteterre : Music For Flute, Vol. 2 - Première Livre de Pièces, Philippe Allain-Dupré, Jean-François Bougès, Philippe Pierlot, Laurence Pottier, Yasuko Uyama-Bouvard, Naxos
- 2013 : Haydn : Dans la bibliothèque des Esterházy, Yasuko Uyama-Bouvard, Hortus
- 2015 : Mozart : Sonates pour Pianoforte avec l'accompagnement d'un violon, Yasuko Uyama-Bouvard, Stéphanie Paulet, Uvm Distribution
- 2016 : Folies françoises, Pièces pour orgue & clavecins à 2,3 et 4 mains, Michel Bouvard, Yasuko Uyama-Bouvard, Hortus

## Distinctions
- 1979 : Premier prix au clavecin, Concours du Festival Estival de Paris, France
- 1980 : Premier prix à l'orgue, Concours international de Tolède, Espagne